# Philipp (Hessen-Homburg)

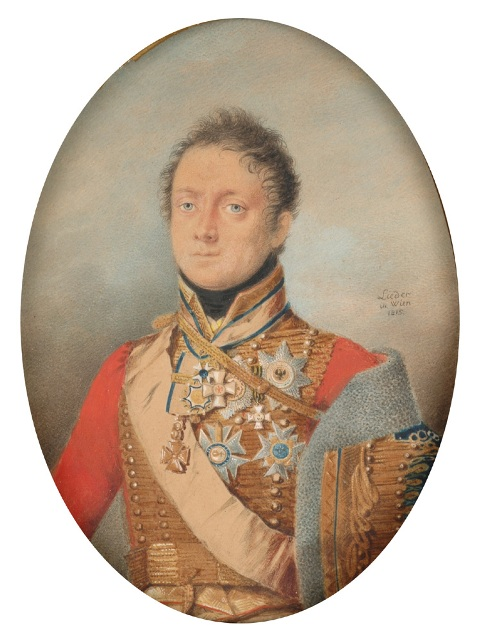
Landgraf Philipp von Hessen-Homburg

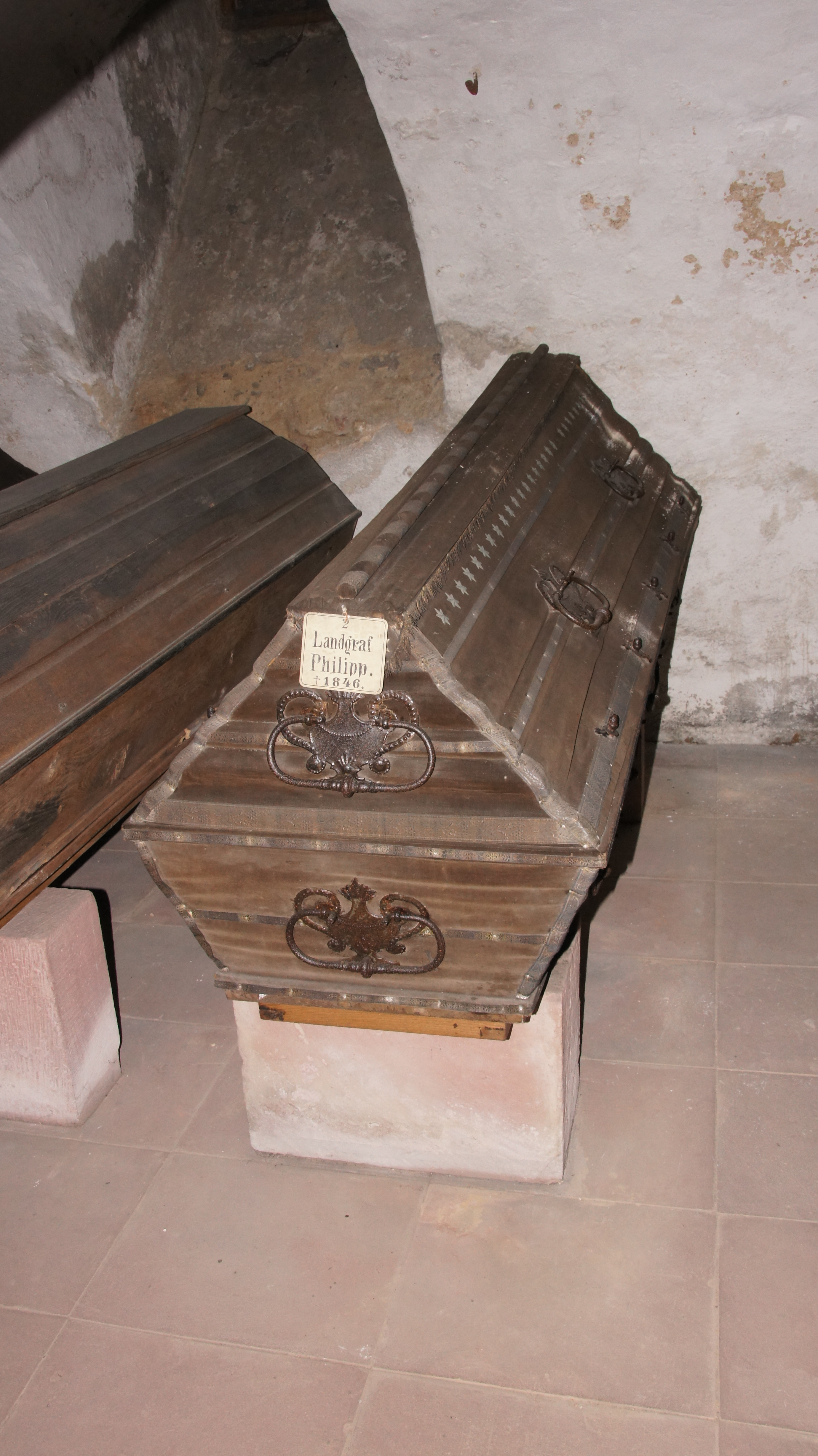
Sarg von Landgraf Philipp in der Gruft im Homburger Landgrafenschloss

Philipp August Friedrich (* 11. März 1779 in Homburg vor der Höhe; † 15. Dezember 1846 ebenda) war kaiserlich österreichischer Feldmarschall und von 1839 bis zu seinem Tode Landgraf von Hessen-Homburg.

## Leben
Er war der dritte Sohn von Landgraf Friedrich V. und seiner Frau Karoline von Hessen-Darmstadt, einer Tochter des Landgrafen Ludwig IX. von Hessen-Darmstadt und Henriette Karoline von Pfalz-Zweibrücken, der großen Landgräfin.
1794 trat er als Hauptmann in die – in den Niederlanden stationierte – Brigade „Hessen-Darmstadt“ ein und wurde von den Franzosen gefangen genommen. Nach zehn Monaten Gefangenschaft wurde er freigekauft.
1796 trat er in die österreichische Armee ein und nahm an den Feldzügen von 1798, 1799, 1800 teil. Nach dem Frieden von Lunéville wurde er in Lemberg stationiert. Im Jahre 1805 wurde er zum Oberstleutnant ernannt, anschließend zum Obersten und Kommandeur des Infanterieregiments Erzherzog Ferdinand Nr. 2. Unter Erzherzog Karl nahm er an der Schlacht bei Caldiero teil und im Jahr 1809 an den Schlachten von Landshut und Eckmühl. Wegen seiner hervorragenden Leistungen in der Schlacht bei Aspern wurde er noch auf dem Schlachtfeld zum Generalmajor befördert. In der Schlacht bei Wagram wurde er verletzt und anschließend mit dem Maria-Theresia-Orden ausgezeichnet. Nach Wien versetzt, stand er mit seiner Brigade 1812 beim Corps des Fürsten Schwarzenberg. 1813 wurde er Feldmarschallleutnant, als welcher er sich bei Dresden, Kulm und Lindenau auszeichnete. Nach einer kurzen Zeit als Gouverneur des Großherzogtums Frankfurt und des nach der Rheinbund-Gründung alle isenburgische Lande umfassenden Fürstentums Isenburg übernahm er im Februar 1814 das Kommando über das 6. deutsche Armeekorps, mit dem er am 22. März in Lyon einzog.
1818 und 1820 war in diplomatischen Sendungen in Russland und England, 1821 ging er während des Risorgimentos als Führer einer österreichischen Division nach Neapel und wurde dort ebenfalls zum Gouverneur ernannt. 1825 wurde er als Kommandierender General nach Graz berufen, 1827 nach Lemberg abkommandiert und 1829 wieder nach Graz zurückversetzt. 1832 erfolgte seine Beförderung zum Feldzeugmeister und kurz vor seinem Tod erreichte ihn am 28. November 1846 die Ernennung zum kaiserlich österreichischen Feldmarschall, den höchsten militärischen Rang, den je ein Mitglied des Landgrafenhauses errang.
Im Jahr 1829 wurde Prinz Philipp als Kandidat für den griechischen Königsthron gehandelt. Der englische Vorschlag wurde auch von Russland gutgeheißen, aber von Frankreich abgelehnt. Die Signaturmächte des Londoner Protokolls vom 3. Februar 1830 einigten sich schließlich auf Prinz Otto von Bayern, der als Otto I. im Jahr 1832 Griechenlands erster (neuzeitlicher) König wurde.
Am 26. Juni 1838 schloss Philipp in Graz eine morganatische Ehe mit Rosalie Antonie, Freifrau Schimmelpfennig von der Oye (geborene Pototschnig – nach anderen Quellen Pototschnigg) (1806–1845). Sie war eine Tochter des Antonius Potoschnigg, Handelsmann in Fürstenfeld und der Josepha Schöller und in erster Ehe verheiratet gewesen mit Joseph Freiherr von Schimmelpfennig von der Oye, k.k. Gubernialsekretär. Der hessische Kurfürst Wilhelm II. erhob sie noch vor ihrer Heirat am 31. Mai 1838 zur Gräfin von Naumburg (nach dem Schloss Naumburg bei der heutigen Stadt Nidderau); von Philipps Geschwistern (das Haus Hessen-Homburg zählte zum europäischen Hochadel) wurde sie aber nicht akzeptiert. Die Ehe blieb kinderlos.
Nach dem Tode seines Bruders Ludwig trat Philipp 1839 in Homburg die Thronfolge an. Er wurde 1840 Gouverneur der Bundesfestung Mainz. Sein Vorgänger als Gouverneur war sein Schwager Prinz Wilhelm von Preußen (1783–1851), der von 1824 bis 1829 und dann erneut von 1834 bis 1839 in Mainz Gouverneur und ein Onkel des späteren Kaisers Wilhelm I. war. Sein Bruder Gustav vertrat ihn in den Amtsgeschäften in Homburg. In die Regierungszeit Philipps fallen zwei Ereignisse von Bedeutung: Einmal der Pachtvertrag mit den Gebrüdern François (1806–1877) und Louis Blanc (1806–1852) über den Betrieb einer Spielbank, zum zweiten die Forderung der Bürger nach einer landständischen Verfassung, im Dezember 1844 – ein Vorbote der Revolution von 1848 –, die Philipp „wohlwollend prüfen“ ließ, aber abschlägig beschied.
Am 21. Februar 1845 starb Philipps Frau, er überlebte sie um knapp eineinhalb Jahre. Beide sind in der Gruft des Bad Homburger Schlosses beigesetzt.
Da Philipp keine Nachkommen hinterließ, folgte ihm sein jüngerer Bruder Gustav als Landgraf.